# Oswaldo de Oliveira
Oswaldo de Oliveira Filho, más conocido como Oswaldo de Oliveira (Río de Janeiro, 5 de diciembre de 1950) es un entrenador brasileño de fútbol. Actualmente entrena al Urawa Red Diamonds.

## Carrera
Su carrera como entrenador comenzó en enero de 1999, con el Corinthians. Ese mismo año, vivido buenos momentos con la conquista del Campeonato Brasileño de Fútbol 1999 y En 2000, el Corinthians ganó el Campeonato Mundial de Clubes de la FIFA 2000. Dejó el club en junio de 2000.
Una buena carrera temprana sugirió que Oswaldo tendría un historial probado de éxito como entrenador. Tomó Vasco da Gama en julio de 2000 y se llevó la final el club Copa João Havelange y Copa Mercosur, también en 2000, pero abandonó el equipo antes de la decisión después de una pelea con el presidente del club Eurico Miranda. En el Fluminense, fue semifinalista del Campeonato Brasileño de Fútbol 2001.
En 2002 entreno al São Paulo, que tenía el tamaño de la estrella Ricardinho, Rogério Ceni y Kaká, y era el favorito absoluto para el título. Sin embargo, Fue eliminado en cuartos de final por el Santos, que luego haría como campeón de la competición.
Más tarde entrenó al Flamengo, Vitória y Santos entre otros. Dio paso por el fútbol en Catar.
En el Campeonato Brasileño de Fútbol 2006, fue entrenador del equipo Cruzeiro sólo hasta el final de la temporada 2006, y también dirigió al Fluminense. Dejó el equipo Tricolor en el quinto lugar, y después de que se fue, el equipo se hundió pero logró evitar del descenso en la última fecha.
En 2007, Oswaldo de Oliveira fue contratado por Kashima Antlers, designado por el ídolo Zico. Después de un mal comienzo, en el que el equipo tenía cinco partidos sin ganar y quedó rezagado al puesto 15, lideró al equipo en un momento de inspiración y rompió el récord de nueve victorias consecutivas, ganando el título nacional. A principios de 2008, el equipo de Kashima, bajo el mando de Oswaldo también ganó la Copa del Emperador, cuyo logro se repitió en la temporada de 2010. En 2011, levantó el único título que aún no lo había hecho, el Copa de la Liga japonesa. dejó el club en diciembre de ese año.
Llegó a Botafogo el 5 de diciembre de 2011, y permaneció en el club hasta el final del Campeonato Brasileño de Fútbol 2013, donde el equipo terminó en el cuarto lugar
A principios de 2014 fue contratado por el Santos con un contrato hasta el final del año Con santos fue subcampeón del Campeonato Paulista, pero debido a una racha de malos resultados Campeonato Brasileño de Fútbol fue despedido el 2 de septiembre de 2014.
Él se hizo cargo del Palmeiras hasta el 31 de diciembre de 2014. Con esto, Oswaldo se convirtió en el primer entrenador en dirigir los cuatro grandes clubes de la ciudad de São Paulo y los cuatro principales de la ciudad de Río de Janeiro El 9 de junio de 2015 , fue despedido de Palmeiras tras un mal comienzo en el Campeonato Brasileño, con 6 puntos de 18 posibles. Oswaldo deja Palmeiras después de 31 partidos. Fueron 17 victorias, siete empates y siete derrotas, con 50 goles a favor y 26 encajados terminando con 62,37% de éxito siendo subcampeón del Campeonato Paulista y dejando al equipo en el puesto 15 en el momento de renuncia en el Campeonato Brasileño de Fútbol 2015
El 20 de agosto de 2015 se anunció como el entrenador del Flamengo, volviendo al club después de doce años. Recibió el equipo en el lugar 13 con 23 puntos y también compitiendo por la Copa de Brasil (octavos de final) Con seis victorias seguidas, hizo que el equipo ganara nueve posiciones y lograra estar en el G4 todavía en la quinta ronda de los partidos de vuelta. Su mérito fue ajustar el centro del campo del Flamengo, por lo que el fútbol de todo el equipo crezca desde el inicio de la jugada. El cambio comenzó con la salida del balón: Retrocedió a Marcio Araujo para ser primer volante (formando una línea de 3 con dos defensores), e hizo que el Argentino Héctor Canteros pasara a conseguir el balón en esta línea de tres defensas, corriendo la transición ofensiva, con las opciones de pase 3 jugadores detrás de él, y 2 al lado, ya la primera línea del centro del campo, listo para la creación con los puntas. Además, la transformación del equipo con el entrenador pasó al equipo de Río, antes de que uno de los más leal y disciplinado de la competición, (sólo contando los 5 partidos de vuelta).

## Clubes

### Como entrenador
| Club               | País   | Año       |
| ------------------ | ------ | --------- |
| Corinthians        | Brasil | 1999–2000 |
| Vasco da Gama      | Brasil | 2000–2001 |
| Fluminense         | Brasil | 2001–2002 |
| São Paulo          | Brasil | 2002–2003 |
| Flamengo           | Brasil | 2003–2004 |
| Corinthians        | Brasil | 2004      |
| Vitória            | Brasil | 2004–2005 |
| Santos             | Brasil | 2005      |
| Al-Ahli            | Catar  | 2005–2006 |
| Fluminense         | Brasil | 2006      |
| Cruzeiro           | Brasil | 2006–2007 |
| Kashima Antlers    | Japón  | 2007–2011 |
| Botafogo           | Brasil | 2012–2013 |
| Santos             | Brasil | 2014      |
| Palmeiras          | Brasil | 2015      |
| Flamengo           | Brasil | 2015      |
| Sport Recife       | Brasil | 2016      |
| Corinthians        | Brasil | 2016      |
| Atlético Mineiro   | Brasil | 2017–2018 |
| Urawa Red Diamonds | Japón  | 2018–2019 |
| Fluminense         | Brasil | 2019–     |

## Palmarés

### Como entrenador

#### Campeonatos regionales
| Título                   | Club        | Estado         | Año  |
| ------------------------ | ----------- | -------------- | ---- |
| Campeonato Paulista      | Corinthians | São Paulo      | 1999 |
| Supercampeonato Paulista | São Paulo   | São Paulo      | 2002 |
| Copa Río                 | Botafogo    | Río de Janeiro | 2012 |
| Copa Guanabara           | Botafogo    | Río de Janeiro | 2013 |
| Copa Río                 | Botafogo    | Río de Janeiro | 2013 |
| Campeonato Carioca       | Botafogo    | Río de Janeiro | 2013 |

#### Campeonatos nacionales
| Título               | Club            | País   | Año  |
| -------------------- | --------------- | ------ | ---- |
| Campeonato Brasileño | Corinthians     | Brasil | 1999 |
| Campeonato Brasileño | Vasco da Gama   | Brasil | 2000 |
| Copa del Emperador   | Kashima Antlers | Japón  | 2007 |
| J1 League            | Kashima Antlers | Japón  | 2007 |
| J1 League            | Kashima Antlers | Japón  | 2008 |
| J1 League            | Kashima Antlers | Japón  | 2009 |
| Supercopa de Japón   | Kashima Antlers | Japón  | 2009 |
| Copa del Emperador   | Kashima Antlers | Japón  | 2010 |
| Supercopa de Japón   | Kashima Antlers | Japón  | 2010 |
| Copa J. League       | Kashima Antlers | Japón  | 2011 |

#### Campeonatos internacionales
| Título                       | Club          | Sede           | Año  |
| ---------------------------- | ------------- | -------------- | ---- |
| Mundial de Clubes de la FIFA | Corinthians   | Río de Janeiro | 2000 |
| Copa Mercosur                | Vasco da Gama | São Paulo      | 2000 |

## Premios individuales
- Mejor entrenador del Campeonato Brasileño de Fútbol 2014
- Selección del Campeonato Brasileño de Fútbol 2014 y Campeonato Brasileño de Fútbol 2015.[15]